# Gaillardbois-Cressenville
Gaillardbois-Cressenville település Franciaországban, Eure megyében. Lakosainak száma 442 fő (2018. január 1.). Gaillardbois-Cressenville Bacqueville, Charleval, Écouis, Grainville és Ménesqueville községekkel határos.

## Népesség
A település népességének változása:
| Lakosok száma | 303  | 271  | 288  | 301  | 285  | 419  | 418  | 409  | 400  | 442  |
|               | 1968 | 1975 | 1982 | 1990 | 1999 | 2011 | 2013 | 2015 | 2017 | 2018 |